# Artillery Gun Module
Le AGM 155, en français Module de canon d'artillerie (Artillerie-Geschütz-Modul) est une tourelle aéroportable de 155 mm conçu par Krauss-Maffei Wegmann. Elle utilise le canon (155 mm de 52 calibres) du Panzerhaubitze 2000 (PzH 2000) de l'armée allemande. S'y adjoint un système robotisé de chargement totalement automatique des obus, une conduite de tir modifiée et une casemate blindée. Elle peut être installée sur un châssis à roue Boxer (Remote Controlled Howitzer 155 mm RCH-155) ou Piranha (Piranha  Heavy Mission Carrier) pour fournir une artillerie automotrice servie par un équipage réduit (2 à 3 personnes).

## Description
Le système est entièrement autonome, l'équipage étant assis dans la cabine, avec des performances similaires au PzH 2000, mais avec un coût, des niveaux d'équipage et un poids réduits. L'AGM utilise l'ordinateur de contrôle de tir balistique PzH 2000 avec noyau balistique d'armement OTAN intégré et le système de commandement et de contrôle d'artillerie Krauss-Maffei Wegmann. Il s'agit d'un système modulaire, le module canon pouvant être monté sur un châssis à chenilles ou à roues. Les coûts peuvent être réduits en l'adaptant au châssis de choix de l'utilisateur. Les véhicules de développement utilisaient un châssis chenillé Bradley allongé (le M987 utilisé sur le MLRS, il a pris le nom de "Donar"), un châssis Ascod 2 a aussi été présenté et des châssis à roue ont aussi été testés (Boxer 8x8, Piranha IV, Iveco Trakker 8×8). À partir de 2024 c'est la version sur Boxer qui est produite, le système complet prenant alors le nom de RCH-155. 
Un groupe électrogène auxiliaire indépendant du véhicule (permettant d'utiliser le canon avec le moteur du véhicule porteur arrêté) et une unité de référence inertielle avec une connexion Global Positioning System (GPS) sont installés. Un radar permet de mesurer la vitesse de l'obus à la sortie du tube et d'intégrer cette information dans la conduite de tir.. 
Le module est a une capacité de stockage de 30 obus et 144 charges modulaires. Les munitions sont conformes à la norme OTAN JBMOU (Joint Ballistic Memorandum of Understanding). 
Lors des essais de 2006, un véhicule de démonstration a tiré une salve de dix obus de 155 mm en 2 minutes et 19 secondes avec un équipage de deux personnes assis dans la cabine entièrement blindée. Le module peut être orienté sur 360° avec un angle de  -2.5° à +65°. Le tir est effectué sans utiliser de béquille de stabilisation en moins de 20 secondes ou même en mouvement si besoin (une première pour un canon automoteur). Le chargement automatique rapide de la munition et le calcul du temps de vol des obus permet d'avoir une capacité MRSI “Multiple Round Simultaneous Impact” avec 5 coups : le premier obus tiré avec une élévation plus importante que celle des coups suivants vole plus longtemps que les autres, le cinquième est tiré avec une élévation réduite pour un temps de vol plus court. Cela permet aux 5 obus d'impacter la cible simultanément pour maximiser les effets. Le tir tendu sur des cibles directement visible est possible y compris sur des cibles mobiles grâce à la conduite de tir informatisée.

## Futurs opérateurs
- Suisse sur châssis Mowag Piranha IV[2], comme le mortier automoteur RUAG Cobra.